# Portada/article setembre 15

## Charles Robert Darwin
Charles Robert Darwin (1809 – 1882) fou un naturalista anglès, que va explicar que totes les espècies han evolucionat al llarg del temps a partir d'avantpassats comuns mitjançant la selecció natural. El fet que l'evolució es produeix fou acceptat ràpidament per la comunitat científica, mentre que la teoria de la selecció natural no començà a ser considerada com la principal explicació del procés de l'evolució fins a la dècada del 1930, i ara constitueix la base de la síntesi evolutiva moderna. En una forma modificada, el descobriment científic de Darwin continua sent la base de la biologia, ja que proporciona una explicació lògica de la diversitat de la vida.